# خواكين غوتسمان
خواكين غوتسمان (بالإسبانية: Joaquín Gottesman)‏ هو لاعب كرة قدم أوروغواياني في مركز الوسط، ولد في 5 فبراير 1996 في بوينس آيرس في الأرجنتين. لعب مع ناسيونال مونتيفيديو.

## وصلات خارجية
- خواكين غوتسمان على موقع قاعدة بيانات كرة القدم.إي يو (الإنجليزية)
- خواكين غوتسمان على موقع Soccerway.com (الإنجليزية)
- خواكين غوتسمان على موقع عالم كرة القدم.نت (الإنجليزية)